# Виктория Жижков
«Викто́рия Жи́жков» (чеш. FK Viktoria Žižkov) — один из старейших чешских футбольных клубов. Он был основан группой студентов в 1903 году в городе Жижков (с 1922 года — часть Праги). Основная часть успехов клуба пришлась на период между двумя мировыми войнами — до 1948 года «Виктория» была третьим среди самых успешных чешских клубов. После Второй мировой войны клуб оказался в низших дивизионах, где выступал до 1993 года, когда произошло возвращение «Виктории» в элиту чешского футбола. После этого «Виктория Жижков» дважды (в 1994 и 2001) выигрывала Кубок Чехии и четыре раза участвовала в еврокубках. В 2002 году «Виктория» неожиданно выбила из Кубка УЕФА шотландского чемпиона «Рейнджерс». В 2004 году после ряда плохих результатов и коррупционного скандала клуб оказался во втором дивизионе. Возвращение в Гамбринус Лигу произошло в 2007 году. По результатам сезона 2008/09 команда заняла последнее место в Гамбринус Лиге и вернулась во вторую лигу.

## Прежние названия
- 1903 — СК Виктория Жижков (чеш. Sportovní kroužek Viktoria Žižkov)
- 1950 — Сокол Виктория Жижков (чеш. Sokol Viktoria Žižkov)
- 1951 — Сокол ЧСАД Жижков (чеш. Sokol ČSAD Žižkov)
- 1952 — ТЕ Славой Жижков (чеш. Tělovýchovná jednota Slavoj Žižkov)
- 1965 — ТЕ Виктория Жижков (чеш. Tělovýchovná jednota Viktoria Žižkov)
- 1973 — ТЕ Виктория Жижков Стройимпорт (чеш. Tělovýchovná jednota Viktoria Žižkov Strojimport)
- 1982 — ТЕ Виктория Жижков ПСО (чеш. Tělovýchovná jednota  Viktoria Žižkov PSO)
- 1992 — ФК Виктория Жижков (чеш. Fotbalový Klub Viktoria Žižkov)

## Достижения
- Чемпион Чехословакии: 1927/28
- Серебряный призёр чемпионата Чехословакии: 1928/29
- Бронзовый призёр чемпионата Чехословакии (3): 1925; 1925/26, 1929/30
- Бронзовый призёр чемпионата Чехии (2): 2001/02, 2002/03
- Обладатель Кубка Чехии (2): 1993/94, 2000/01
- Финалист кубка Чехии: 1994/95

## Участие в европейских турнирах
- Участник розыгрыша Кубка обладателей Кубков в сезоне 1994/95
- 3-кратный участник розыгрыша Кубка УЕФА. Лишь однажды (в 2002) клуб прошёл во второй раунд.

### Статистика выступлений в чемпионате и Кубке Чехии
| Сезон   | Лига        | Место | Кубок        |
| ------- | ----------- | ----- | ------------ |
| 1993/94 | Первая лига | 8     | Победитель   |
| 1994/95 | Первая лига | 5     | Финал        |
| 1995/96 | Первая лига | 10    | Третий раунд |
| 1996/97 | Первая лига | 12    | 1/8 финала   |
| 1997/98 | Первая лига | 8     | 1/8 финала   |
| 1998/99 | Первая лига | 10    | Второй раунд |
| 1999/00 | Первая лига | 9     | 1/4 финала   |
| 2000/01 | Первая лига | 5     | Победитель   |
| 2001/02 | Первая лига | 3     | 1/8 финала   |
| 2002/03 | Первая лига | 3     | 1/4 финала   |
| 2003/04 | Первая лига | 15    | Третий раунд |
| 2004/05 | Вторая лига | 7     | Второй раунд |
| 2005/06 | Вторая лига | 5     | 1/4 финала   |
| 2006/07 | Вторая лига | 1     | 1/8 финала   |
| 2007/08 | Первая лига | 10    | 1/4 финала   |
| 2008/09 | Первая лига | 16    | Второй раунд |
| 2009/10 | Вторая лига | 5     | Третий раунд |
| 2010/11 | Вторая лига | 2     | 1/8 финала   |
| 2011/12 | Первая лига | 16    | 1/8 финала   |
| 2012/13 | Вторая лига | 8     | Третий раунд |
| 2013/14 | Вторая лига | 5     | 1/8 финала   |
| 2014/15 | Вторая лига | 4     | 1/8 финала   |
| 2015/16 | Третья лига | 3     | Первый раунд |
| 2016/17 | Вторая лига | 9     | Второй раунд |
| 2017/18 | Вторая лига | 12    | Третий раунд |
| 2018/19 | Вторая лига | 14    | Третий раунд |
| 2019/20 | Вторая лига | 5     | 1/8 финала   |
| 2020/21 | Вторая лига | 4     | Третий раунд |
| 2021/22 | Вторая лига | 16    | Второй раунд |
| 2022/23 | Третья лига | 1     | Второй раунд |
| 2023/24 | Вторая лига | 8     | Третий раунд |
| 2024/25 | Вторая лига | 9     | Третий раунд |
| 2025/26 | Вторая лига |       | Первый раунд |